# Albert L. Zobrist
Albert Lindsey Zobrist (* 27. Februar 1942) ist ein US-amerikanischer Mathematiker.  Er hat die nach ihm benannte Streufunktion Zobrist Hashing erfunden. Er hat im Rahmen seiner Doktorarbeit das erste Go-Computerspiel entwickelt.

## Leben
Albert Zobrist hat seinen Bachelor of Science in Mathematik am Massachusetts Institute of Technology gemacht. Seinen Master in Mathematik und Ph.D. in Informatik hat er von der University of Wisconsin–Madison erhalten. Er arbeitete am Jet Propulsion Laboratory und veröffentlichte mehrere Bücher.

## Werke (Auswahl)
- dblp.org Computer science bibliography – Albert L. Zobrist in der dblp computer science bibliography.